# Grande Prêmio da França de 1977
Resultados do Grande Prêmio da França de Fórmula 1 realizado em Dijon-Prenois à 3 de julho de 1977. Nona etapa da temporada, nele o vencedor foi o norte-americano Mario Andretti.

## Classificação da prova
| Pos. | Nº | Piloto             | Construtor         | Voltas | Tempo/Diferença  | Grid | Pontos |
| ---- | -- | ------------------ | ------------------ | ------ | ---------------- | ---- | ------ |
| 1    | 5  | Mario Andretti     | Lotus-Ford         | 80     | 1:39:40.13       | 1    | 9      |
| 2    | 7  | John Watson        | Brabham-Alfa Romeo | 80     | + 1.55           | 4    | 6      |
| 3    | 1  | James Hunt         | McLaren-Ford       | 80     | + 33.87          | 2    | 4      |
| 4    | 6  | Gunnar Nilsson     | Lotus-Ford         | 80     | + 1:11.08        | 3    | 3      |
| 5    | 11 | Niki Lauda         | Ferrari            | 80     | + 1:14.15        | 9    | 2      |
| 6    | 12 | Carlos Reutemann   | Ferrari            | 79     | + 1 volta        | 6    | 1      |
| 7    | 22 | Clay Regazzoni     | Ensign-Ford        | 79     | + 1 volta        | 16   |        |
| 8    | 26 | Jacques Laffite    | Ligier-Matra       | 78     | + 2 voltas       | 5    |        |
| 9    | 2  | Jochen Mass        | McLaren-Ford       | 78     | + 2 voltas       | 7    |        |
| 10   | 24 | Rupert Keegan      | Hesketh-Ford       | 78     | + 2 voltas       | 14   |        |
| 11   | 28 | Emerson Fittipaldi | Fittipaldi-Ford    | 77     | + 3 voltas       | 22   |        |
| 12   | 3  | Ronnie Peterson    | Tyrrell-Ford       | 77     | + 3 voltas       | 17   |        |
| 13   | 19 | Vittorio Brambilla | Surtees-Ford       | 77     | + 3 voltas       | 11   |        |
| NC   | 10 | Ian Scheckter      | March-Ford         | 69     | Não classificado | 20   |        |
| Ret  | 20 | Jody Scheckter     | Wolf-Ford          | 66     | Acidente         | 8    |        |
| Ret  | 8  | Hans-Joachim Stuck | Brabham-Alfa Romeo | 64     | Acidente         | 13   |        |
| Ret  | 17 | Alan Jones         | Shadow-Ford        | 60     | Transmissão      | 10   |        |
| Ret  | 37 | Arturo Merzario    | March-Ford         | 27     | Câmbio           | 18   |        |
| Ret  | 4  | Patrick Depailler  | Tyrrell-Ford       | 21     | Acidente         | 12   |        |
| Ret  | 16 | Riccardo Patrese   | Shadow-Ford        | 6      | Motor            | 15   |        |
| Ret  | 31 | David Purley       | LEC-Ford           | 5      | Acidente         | 21   |        |
| Ret  | 34 | Jean-Pierre Jarier | Penske-Ford        | 4      | Acidente         | 19   |        |
| DNQ  | 9  | Alex Dias Ribeiro  | March-Ford         |        |                  |      |        |
| DNQ  | 27 | Patrick Nève       | March-Ford         |        |                  |      |        |
| DNQ  | 30 | Brett Lunger       | McLaren-Ford       |        |                  |      |        |
| DNQ  | 25 | Harald Ertl        | Hesketh-Ford       |        |                  |      |        |
| DNQ  | 18 | Larry Perkins      | Surtees-Ford       |        |                  |      |        |
| DNQ  | 39 | Hector Rebaque     | Hesketh-Ford       |        |                  |      |        |
| DNQ  | 18 | Patrick Tambay     | Surtees-Ford       |        |                  |      |        |
| DNQ  | 35 | Conny Andersson    | BRM                |        |                  |      |        |

## Tabela do campeonato após a corrida
| Pos. | Piloto           | Pontos |
| ---- | ---------------- | ------ |
| 1    | Niki Lauda       | 33     |
| 2    | Mario Andretti   | 32     |
| 3    | Jody Scheckter   | 32     |
| 4    | Carlos Reutemann | 28     |
| 5    | Gunnar Nilsson   | 16     |

| Pos. | Construtor         | Pontos  |
| ---- | ------------------ | ------- |
| 1    | Ferrari            | 50 (52) |
| 2    | Lotus-Ford         | 43      |
| 3    | Wolf-Ford          | 32      |
| 4    | McLaren-Ford       | 25      |
| 5    | Brabham-Alfa Romeo | 17      |

- Nota: Somente as primeiras cinco posições estão listadas. As dezessete etapas de 1977 foram divididas em um bloco de nove e outro de oito corridas onde cada piloto descartava um resultado por bloco e no mundial de construtores computava-se apenas o melhor resultado de cada equipe por prova.